# Главные архитекторы Киева

Главные архитекторы Киева — список персон, которые были главными архитекторами Киева. В списке отражены период работы на посту главного архитектора, а также основные достижения во время пребывания на этой должности. Список включает всех личностей со времени учреждения должности в 1799 году до наших дней.
| Имя                                     | Фотография          | Годы жизни  | Период работы                   | Примечания |
| --------------------------------------- | ------------------- | ----------- | ------------------------------- | --- |
| Андрей Иванович Меленский               | Нет свободного фото | 1766—1833   | 1799—1829                       | Первый главный архитектор города. Создатель Контрактового дома, Церкви Святого Николая на Аскольдовой могиле и Церкви Рождества Христова. |
| Павел Дубровский                        | Нет свободного фото | 1783—       | 1829—1833                       | . |
| Людвиг Станзани                         | Нет свободного фото | 1793—1872   | 1833—1848 или 1849              | . |
| Николай Петрович Самонов                | Нет свободного фото | 1819—1898   | 1849—1869                       | . |
| Александр-Петр-Адриан Якович Шиле       | Нет свободного фото | 1830—1897   | 1869—1871                       | . |
| Николай (Георг-Николай) Иванович Весман | Нет свободного фото | 1828—1901   | 1871—1872                       | . |
| Виктор Алексеевич Прохоров              | Нет свободного фото | 1843—1896   | 1872—1877                       | . |
| Владимир Николаевич Николаев            |                     | 1847—1911   | 1873—1883                       | . |
| Кривошеев Александр Степанович          | Нет свободного фото | 1859 — 1916 | 1887 — 1913                     | Создатель здания Национальной оперы Украины, здания Национальной библиотеки Украины имени Ярослава Мудрого, здания Городской Думы города Киева и Дома со львами на Пушкинской улице, 11.                                                                  |
| Павел Федотович Алёшин                  |                     | 1881—1961   | 1918—1920                       | Создатель Педагогического музея, реставратор Мариинского дворца и Красного корпуса Киевского национального университета. |
| ?                                       | Нет свободного фото | .           | 1920—1921                       | . |
| Валериан Рыков                          |                     | .           | 1922                            | . |
| Владимир Адрианович Бессмертный         | Нет свободного фото | .           | 1922—1931                       | . |
| ?                                       | Нет свободного фото | .           | 1931—1935                       | . |
| Григорий Владимирович Головко           | Нет свободного фото | .           | 1936—1939                       | . |
| Владимир Игнатьевич Заболотный          | Нет свободного фото | .           | 1940—1941                       | . |
| Мусий Дмитрий Кириллович                | Нет свободного фото | .           | 1941—1943                       | . |
| Матушевич, Адриан                       | Нет свободного фото | 1899—1987   | 1943—1944                       | исполняющий обязанности главного архитектора Киева |
| Александр Васильевич Власов             |                     | 1900—1962   | 1944—1950                       | Соавтор послевоенной реконструкции Крещатика, работал также главным архитектором Москвы. |
| Анатолий Владимирович Добровольский     | Нет свободного фото | 1910—1988   | 1950—1955                       | Один из создателей гостиницы «Украина», аэропорта Борисполь и Московского моста. |
| Борис Приймак                           | Нет свободного фото | .           | 1955—1973                       | . |
| Игорь Иванов                            | Нет свободного фото | 1928—1980   | 1974—1980                       | . |
| Валентин Иванович Ежов                  | Нет свободного фото | 1927—2010   | 1981—1987                       | Народный архитектор Украины, зав. кафедрой основ архитектуры и архитектурного проектирования КНУ строительства и архитектуры. Создатель Дома торговли и станций метро «Вокзальная» и «Лыбедская».                                                         |
| Николай Леонидович Жариков              |                     | род. 1931   | 1986 или 1987—1992              | . |
| Виктор Григорьевич Дубок                | нет фото            | 1935—2013   | 1992—1993                       | . |
| Юрий Иванович Писковский                | нет фото            | род. 1935   | 1993—1996                       | Профессор Международной академии архитектуры, почётный академик Украинской академии архитектуры, член национального союза архитекторов Украины. Организатор Совета главных архитекторов городов Украины (председатель до 1996 года)                       |
| Сергей Вячеславович Бабушкин            | нет фото            | 1947        | 1996—2003                       | Создатель многочисленных офисных и бизнес центров, соавтор реконструкции Площади Независимости в начале XXI века. |
| Василий Федорович Присяжнюк             | нет фото            | род. 1944   | 2003—2008                       | Двукратный лауреат Государственной премии Украины в области архитектуры, заслуженный архитектор Украины. |
| Сергей Петрович Броневицкий             | нет фото            | род. 1971   | 2009—2011                       | Исполнял обязанности главного архитектора города после увольнения Василия Присяжнюка.. Участвовал в подготовке изменений к Правилам застройки Киева, организовал проектные работы разработки нового Генерального плана Киева и пригородов (до 2025 года). |
| Сергей Анатольевич Целовальник          |                     | род. 1952   | 2011—30 сентября 2015 года      | Заслуженный архитектор Украины. |
| Анна Вячеславовна Бондарь               |                     | род. 1975   | 2015— 3 апреля 2016             | С октября 2015 года — исполняющая обязанности Главного архитектора Киева и директора Департамента градостроительства и архитектуры КГГА. |
| Юрий Александрович Таций                |                     |             | 4 апреля 2016 — 9 сентября 2016 | Исполняющий обязанности Главного архитектора Киева. Помощник у В. Столара. |
| Александр Викторович Свистунов          |                     | род. 1976   | 9 сентября 2016—                | |